# Chrysogorgia pellucida
Chrysogorgia pellucida is een zachte koraalsoort uit de familie Chrysogorgiidae. De koraalsoort komt uit het geslacht Chrysogorgia. Chrysogorgia pellucida werd in 1908 voor het eerst wetenschappelijk beschreven door Kükenthal.